# Tiago Alves
Tiago Alves (født 12. januar 1993) er en brasiliansk fodboldspiller.